# Saint-Martin-de-Londres
Saint-Martin-de-Londres – miejscowość i gmina we Francji, w regionie Oksytania, w departamencie Hérault.
Według danych na rok 1990 gminę zamieszkiwały 1623 osoby, a gęstość zaludnienia wynosiła 42 osoby/km² (wśród 1545 gmin Langwedocji-Roussillon Saint-Martin-de-Londres plasuje się na 233. miejscu pod względem liczby ludności, natomiast pod względem powierzchni na miejscu 105.).